# Meteoriaceae
A família Meteoriaceae faz parte da divisão Bryophyta, um grupo de plantas não vasculares que inclui os musgos, hepáticas e antóceros. Esta família está inserida na ordem Hypnales, uma das maiores e mais diversificadas dentro dos musgos, sendo composta predominantemente por espécies epífitas que habitam troncos e galhos de árvores em florestas tropicais e subtropicais. Além de sua relevância taxonômica, a Meteoriaceae desempenha funções ecológicas essenciais, como a retenção de água e a criação de microhabitats que sustentam diversos organismos.
Com cerca de 300 espécies descritas, a família apresenta uma distribuição cosmopolita, embora seja mais abundante em regiões tropicais. No Brasil, é amplamente registrada nos domínios fitogeográficos da Amazônia e Mata Atlântica, reforçando sua importância na flora brasileira.

## Descrição

### Ciclo de vida
Nos musgos, o gametófito é a fase haploide do ciclo de vida, responsável pela produção de gametas. Essa fase é predominante e visível, composta por filídios (estruturas análogas a folhas) e caulídios (estruturas semelhantes a caules). O esporófito, por outro lado, representa a fase diploide do ciclo de vida e é responsável pela produção de esporos. Essa fase é dependente do gametófito para nutrição e é composta pela cápsula, pela seta e, ocasionalmente, pela caliptra.

### Morfologia
Nas Meteoriaceae, os gametófitos são folhosos e pleurocárpicos, caracterizando-se pelo surgimento de estruturas reprodutivas, como arquegônios e esporófitos, em ramos laterais especializados. Dessa forma, as plantas crescem em trama, com caulídios primários procumbentes ou dendróides, sem parafilias ou pseudo-parafilias. Os filídios apresentam disposição espiralada, podendo ser aplanados ou não, com diferenças entre os caulídios principais e os ramos. Sua forma é geralmente bilateralmente simétrica ou ligeiramente assimétrica, ovalada ou lanceolada, podendo ser secundiforme, com base não decurrente. Na base dos filídios, as células são longas, infladas e possuem paredes finas, com uma região alar composta por células grandes e diferenciadas que formam pequenas aurículas. As células do meio do filídio são alongadas, podendo ser romboidais, lineares ou vermiculares.
Quanto à sexualidade, as plantas podem ser monóicas (estruturas masculinas e femininas na mesma planta, frequentemente autóicas) ou dióicas (estruturas masculinas e femininas em plantas separadas). Nas Meteoriaceae, as cápsulas podem ser emersas ou imersas, inclinadas ou horizontais, simétricas, com formatos que variam entre reto e elipsoidal, e não apresentam apófise. A caliptra, que cobre a cápsula em desenvolvimento, é simétrica e se divide em um lado. O peristômio é duplo, com 16 dentes inteiros, membranosos, não agrupados e transversalmente estriados, possuindo uma linha longitudinal fina entre as estrias transversais. O opérculo, que fecha a cápsula, é rostrado. Por fim, a seta, que sustenta a cápsula, é longa e pode ser reta, curva ou flexuosa, apresentando superfície lisa, áspera ou com tricomas. Esses tricomas, formados por projeções unicelulares ou multicelulares, podem desempenhar funções como proteção, absorção ou secreção.

## Ecologia e distribuição geográfica
Plantas da Família Meteoriaceae podem ocorrer em locais úmidos e em todas as altitudes, variando os biomas nos quais são encontradas, podendo ser: Campos de altitude, Cerrado, Zona ripária ou galeria, Floresta de terra firme, Floresta estacional semidecidual, Floresta ombrófila (Floresta Pluvial), Floresta ombrófila mista, Manguezal, Restinga.
São plantas epífitas fixadas a galhos e troncos de árvores, rupícolas fixadas à superfície de rochas e também podem ser encontradas no solo. Apresentam ampla distribuição geográfica, sendo encontrada em praticamente todos os continentes, apesar de possuir preferência por climas tropicais e subtropicais.
No Brasil, a Família apresenta 13 gêneros e 95 espécies (Yano, 1996), que ocorrem nas cinco regiões (Norte, Nordeste, Centro-Oeste, Sudeste e Sul), nos estados do Alagoas, Bahia, Ceará, Espírito Santo, Goiás, Mato Grosso, Mato Grosso do Sul, Minas Gerais, Pará, Paraná, Pernambuco,Rio de Janeiro, Rio Grande do Sul, Santa Catarina, São Paulo e no Distrito Federal, sendo que Meteorium araucariophila M.Fleisch e Meteorium latifolium (Lindb.) Broth são espécies endêmicas do país. Existem possíveis ocorrências também no Amapá.

## Classificação e diversidade
A Família Meteoriaceae foi descrita em 1897 por Kindberg e, atualmente, apresenta mais de 30 gêneros distintos com aproximadamente 300 espécies.

### Lista de gêneros
gênero Aerobryidium
gênero Aerobryopsis
gênero Aerobryum
gênero Ancistrodes
gênero Barbella
gênero Barbellopsis
gênero Bryodusenia
gênero Chrysocladium
gênero Cryptopapillaria
gênero Diaphanodon
gênero Dicladiella
gênero Duthiella
gênero Floribundaria
gênero Lepyrodontopsis
gênero Looseria
gênero Meteoridium
gênero Meteoriopsis
gênero Meteorium
gênero Monoschisma
gênero Neodicladiella
gênero Neonoguchia
gênero Orthostichella
gênero Papillaria
gênero Pilotrichella
gênero Pseudobarbella
gênero Pseudospiridentopsis
gênero Pseudotrachypus
gênero Sinskea
gênero Toloxis
gênero Trachycladiella
gênero Trachypodopsis
gênero Trachypus
gênero Weymouthia
gênero Zelometeorium

### Relações filogenéticas
Originalmente os Meteoriaceae foram classificados como Leucodontales, seguindo a classificação tradicional dos musgos pleurocárpicos em Hypnales, Hookeriales, Leucodontales, tal classificação tinha como base a característica do esporófito e algumas estruturas dos gametófitos. Ainda seguindo essa linha, Hookeriales e Leucodontales eram mais próximos pois apresentam espécies majoritariamente epífitas, peristômios reduzidos e cápsulas eretas, enquanto os Hypnales possuem espécies mais terrestres e peristômio “hipnaliano” perfeito.
Contudo, em 1991, Buck, sugeriu que alguns desses caracteres morfológicos estudados eram fruto de convergências ou evolução paralela devido a habitats similares.
Em 1995 e 1996, Hedenãs realizou as primeiras análises filogenéticas em musgos pleurocárpicos baseado em dados morfológicos e percebeu dificuldades na definição da homologia de certos caracteres de grupos diferentes. Essas dificuldades evidenciaram uma falha na classificação tradicional, indicando uma possível parafilia ou polifilia do grupo dos Leucodontales. Análises futuras (De Luna et al. 2000, Buck et al. 2000) baseadas em dados moleculares comprovaram a hipótese da parafilia. Atualmente as Leucodontales, incluindo Meteoriaceae, estão classificadas na ordem Hypnales